# Lysapsus caraya
A Lysapsus caraya a kétéltűek (Amphibia) osztályának békák (Anura) rendjébe és a levelibéka-félék (Hylidae) családjába, azon belül a Pseudinae alcsaládba tartozó faj.

## Előfordulása
A faj megtalálható Brazíliában és valószínűleg Bolíviában. Természetes élőhelye a nedves szavannák, szubtrópusi vagy trópusi időszakosan nedves vagy elárasztott síkvidéki rétek, folyók, mocsarak.